# Jupyter
Projekt Jupyter je označení pro skupinu softwarových produktů zpřístupňujících programování pomocí webového rozhraní a vyvíjených pod hlavičkou neziskové organizace Project Jupyter. Název odkazuje jednak ke třem hlavním podporovaným programovacím jazykům, kterými jsou Julia, Python a R, jednak k vědeckému zápisníku Sidereus nuncius, do kterého si Galileo Galilei zapisoval své objevování měsíců Jupiteru.
Projekt založil Fernando Pérez v roce 2014, přičemž navázal na čistě pythonový projekt IPython, jehož jazykově závislé součásti jsou nadále vyvíjené a jsou součástí projektu Jupyter, zatímco jazykově méně závislé a nezávislé součásti se vyvíjejí v rámci projektu Jupyter zvlášť a podporují nyní i další jazyky. Postupně tak byla do Jupyteru přidána podpora pro Julii, R, Haskell, Ruby, Clojure, Go a mnohé další.
Hlavní a nejznámější součástí projektu Jupyter je Jupyter Notebook, bohatá webová aplikace pro vytváření dokumentů, které kromě zdrojového kódu mohou obsahovat i grafy, tabulky, matematické vzorce (podporováno je jejich vkládání v syntaxi TeXu a LaTeXu), diagramy UML, rastrové obrázky a další.
V roce 2018 získal projekt cenu ACM Software System Award za rok 2017.